# Yves Boudier
 (juillet 2023).
Si vous disposez d'ouvrages ou d'articles de référence ou si vous connaissez des sites web de qualité traitant du thème abordé ici, merci de compléter l'article en donnant les références utiles à sa vérifiabilité et en les liant à la section « Notes et références ».
Compléments
Professeur de lettres modernes. Enseigna la littérature et la didactique du français à l'Institut universitaire de formation des maîtres de Versailles, puis à l'université de Cergy-Pontoise.
Yves Boudier, né le 1er août 1951  à Saint-Hilaire-du-Harcouët, est un poète français. Il vit et travaille à Paris. Succédant à Jacques Darras, il préside l'association c/i/r/c/é Marché de la poésie, fondée par Arlette Albert-Birot et Jean-Michel Place.

## Biographie
Président du conseil d'administration de la Maison des écrivains et de la littérature de juin 2012 à juin 2015, il préside dorénavant son comité de parrainage. Administrateur de la Biennale internationale des poètes (fondée en 1991 par Henri Deluy) de 2005 à 2017, il fut membre des comités de rédaction des revues Action Poétique (1978-2012) et Passage d’Encres (1996-2014). Il entre au comité de la revue Europe en 2022.
Il publie notes critiques et poèmes en revues : Fixxion, CCP, Le préau des collines, Siècle 21, Rehauts, Place de la Sorbonne, Passages à l’Act, il particolare, revue de l’Association des amis de Claude Simon, Europe, La revue des revues, Inuits dans la jungle, Secousse, Zone sensible, Po&sie et sur les sites Poesibao et Sitaudis.
Il participe à de nombreuses lectures et rencontres publiques (Maison des écrivains et de la littérature, Maison de la poésie Paris, Musée d’art moderne de la ville de Paris, Fondation Royaumont, Chartreuse de Villeneuve-lès-Avignon, Revue parlée du centre Pompidou, Bpi Beaubourg, Biennale internationale des poètes, Maisons de la poésie en régions, librairies et médiathèques). Activités radiophoniques (France Culture, France Musiques, Rfi), collaborations avec des musiciens et des plasticiens (Jacques Lejeune -Ina-Grm-, Claire Nicole, Joël Paubel, Gaston Planet, Andoche Praudel, Jean Gaudaire Thor, Christiane Tricoit, Christian Jaccard, Léa Guerchounow).
Il contribue à différents colloques sur l’écriture et la poésie, en particulier au Collège international de philosophie et à la MEL.

## Œuvres
- Le Fabuliste, Paris, France, coll. "La Répétition", Action poétique éditeur. 1979, 13 p. (BNF 42349830)
- Ovide était notre maître, Xonrupt-Longemer, France, éditions Æncrages & Co, coll. « Voix de chants », 1987, 12 p. (BNF 34975274)
- L’Infans ou La Peinture regardée, ill. de Gaston Planet, Baume-les-Dames, France, éditions Æncrages & Co, coll. « Voix de chants », 1990, 27 p. (BNF 35745435)
- Scènes naturelles, encres de Christiane Tricoit, Romainville, France, éditions Passage d’encres, coll. « Trace(s) », 1999, 27 p.  (ISBN 2-913640-04-4)
- De la terre, encres de Christiane Tricoit, Romainville, France, éditions Passage d’encres coll. « Trace(s) », 2000, 19 p.  (ISBN 2-913640-20-6)
- L’Enfant second, récit, Chambéry, France, éditions Comp'Act, coll. « La Polygraphe », 2002, 212 p.  (ISBN 2-87661-272-0)
- Là, Tours, France, éditions Farrago, coll. « Biennale internationale des poètes en Val-de-Marne », 2003, 63 p.  (ISBN 2-84490-127-1)
- Fins, Chambéry, France, éditions Comp’Act, coll. « La Polygraphe », 2005, 78 p.  (ISBN 2-87661-353-0)
- Ordres du jour, pointe sèche et collage de Claire Nicole, Romainville, France, éditions Passage d’encres, coll. « Leporello », 2007, 6 p.  (ISBN 2-913640-20-6)
- Vanités Carré misère, préface "Avant dire", de Michel Deguy, Chambéry, France, éditions L’Act Mem, coll. « Passages à l’act », 2009, 157 p.  (ISBN 978-2-35513-031-1)
- Consolatio, postface de Martin Rueff, La Mort au carré, Paris, éditions Argol, coll. « L’estran », 2011, 83 p.  (ISBN 978-2-915978-72-8)
- La Seule Raison poème, Ouverture de Liliane Giraudon, Le Temps des cerises, coll. "Action poétique", 20 juin 2015, 64 p. (ISBN 978-2370710222)
- Silentiaire, Préface de Pierre-Yves Soucy, La Lettre Volée, coll. "Poiesis", 30 octobre 2020, 96 p. (ISBN 978-2873175634)
- n'y point penser, (variations furor sanandi), préface de Martine Lemire, monotypes de Léa Guerchounow, éditions du Paquebot, Paris 2021.
- L'Expe(r)dition ou Les Aventures d'un marin de qualité, Martin Saint Hilaire. Édition établie par Yves Boudier. Avis au lecteur, notes, épigraphes et bibliographie d'Yves Boudier, La rumeur libre, 2022, 176 p.
- en vie (intra-foras), Avant dire d'Esther Tellermann, monotypes de Léa Guerchounow, éditions du Paquebot, Paris 2023.
- Poèmes pour les p'tits (qui savent lyre), dessins Blanche Pisani, éditions Lanskine, Paris 2023.
- Poèmes pour Qui (aime encore lyre), éditions Lanskine, Paris 2025.
- Œuvres poétiques, tome 1, La rumeur libre, 2025, 336 p.